# Cvokař
Cvokař (v anglickém originále Shrink) je americký dramatický film z roku 2009. Režisérem filmu je Jonas Pate. Hlavní role ve filmu ztvárnili Kevin Spacey, Saffron Burrows, Keke Palmer, Mark Webber a Jack Huston.

## Obsazení
| Kevin Spacey    | Henry Carter  |
| Saffron Burrows | Kate Amberson |
| Keke Palmer     | Jemma         |
| Mark Webber     | Jeremy        |
| Jack Huston     | Shamus        |
| Robert Loggia   | Robert Carter |
| Pell James      | Daisy         |
| Jesse Piemons   | Jesus         |
| Robin Williams  | Jack Holden   |